# Scenic Skyway
Ne doit pas être confondu avec Scenic Cableway.
Le Scenic Skyway est une ligne australienne de téléphérique à Katoomba, en Nouvelle-Galles du Sud. Longue de 720 mètres, cette installation touristique qui fait partie de Scenic World offre une vue sur les cascades de Katoomba et plus généralement les montagnes Bleues. Elle a ouvert en 1958.